# Vatikanska köket
Vatikanska köket är den matkultur och de mattraditioner som finns i Vatikanstaten. Köket är mycket likt den mat som äts i Rom. Till i stort sett varje rätt serveras pasta. Den enda allmänna restaurangen i landet är i vatikanmuseerna, där en cafeteria finns.